# 海因里希三世 (邁森)
海因里希三世（Heinrich III. von Meißen，1215年—1288年2月15日），邁森藩侯、勞西茨藩侯，迪特里希一世之子。1242年獲得圖林根公國，此後圖林根成為韋廷家族世襲領地。

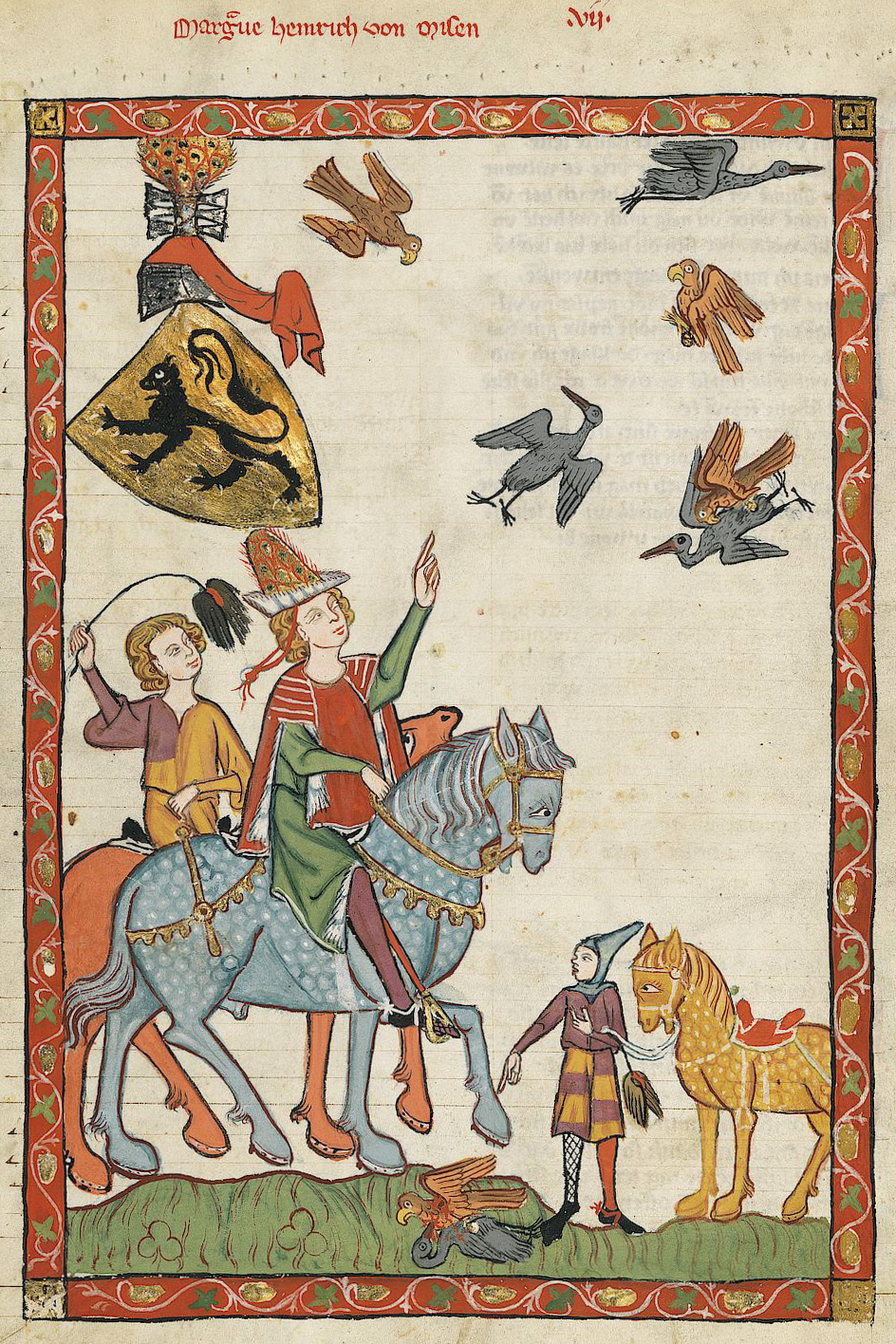
海因里希三世